# Simon Hodgkinson
Simon David Hodgkinson (South Gloucestershire, 15 de diciembre de 1962) es un maestro y ex–jugador británico de rugby que se desempeñaba como fullback.

## Selección nacional
Fue convocado al XV de la Rosa por primera vez en mayo de 1989 para enfrentar a los Stejarii, tiene el récord de más penales convertidos en un partido del Torneo de las Seis Naciones con siete y disputó su último partido en octubre de 1991 ante las Águilas. En total jugó 14 partidos y marcó un total de 203 puntos.

### Participaciones en Copas del Mundo
Solo disputó una Copa del Mundo, Inglaterra 1991, donde Hodgkinson fue suplente de Jonathan Webb, jugó un solo partido y el XV de la Rosa avanzó a cuartos de final luego de ser derrotados por los All Blacks y vencer a la Azzurri y los Estados Unidos. Vencieron de visitante a Les Bleus y al XV del Cardo en semifinales, para llegar a la final donde serían vencidos por los Wallabies.
| Mundial                       | Sede       | Resultado  | PJ | Tries |
| ----------------------------- | ---------- | ---------- | -- | ----- |
| Copa Mundial de Rugby de 1991 | Inglaterra | Subcampeón | 1  | 0     |

## Palmarés
- Campeón del Torneo de las Seis Naciones de 1991.